# Siamoszyce
Siamoszyce – wieś w Polsce położona w województwie śląskim, w powiecie zawierciańskim, w gminie Kroczyce.

## Geografia
Na terenie miejscowości wypływa niewielka rzeka Krztynia o długości 24,8 km, lewy dopływ Pilicy.

## Historia
W 1424 wieś zanotowana w historycznym dokumencie, mówiącym, że król polski Władysław Jagiełło na prośby ówczesnego właściciela Krystyna z Kozichgłów przenosi z prawa polskiego na prawo średzkie należące do niego wsie leżące w ziemi krakowskiej: Choroń, Oltowiec, Mirów, Kotowice, Postawczowice, Jaworznik, Dupice, Żerkowice, Siamoszyce, Giebołtów, Kowalów i Kowalików .
W XVI wieku miejscowość jako Sziemieszice odnotowały historyczne dokumenty podatkowe. W 1581 wieś należała do wojewody krakowskiego, który płacił podatki od 5 łanów kmiecych oraz 1 sołtysiego. We wsi płacili także 1 zagrodnik z rolą oraz 1 komornik bez bydła. 
Wieś wymieniona została w powiecie olkuskim gmina Kidów, parafia Kroczyce w XIX-wiecznym Słowniku geograficznym Królestwa Polskiego. W 1827 w miejscowości znajdowało się 21 domów zamieszkiwanych przez 113 mieszkańców.
W latach 1975–1998 miejscowość administracyjnie należała do województwa częstochowskiego.

## Szkoła
Na terenie miejscowości znajduje się szkoła podstawowa.

## Ochotnicza Straż Pożarna
Na terenie miejscowości znajduje się remiza strażacka i funkcjonuje OSP.

## Sklep
Na terenie miejscowości znajduje się jeden sklep spożywczy. 

## Turystyka

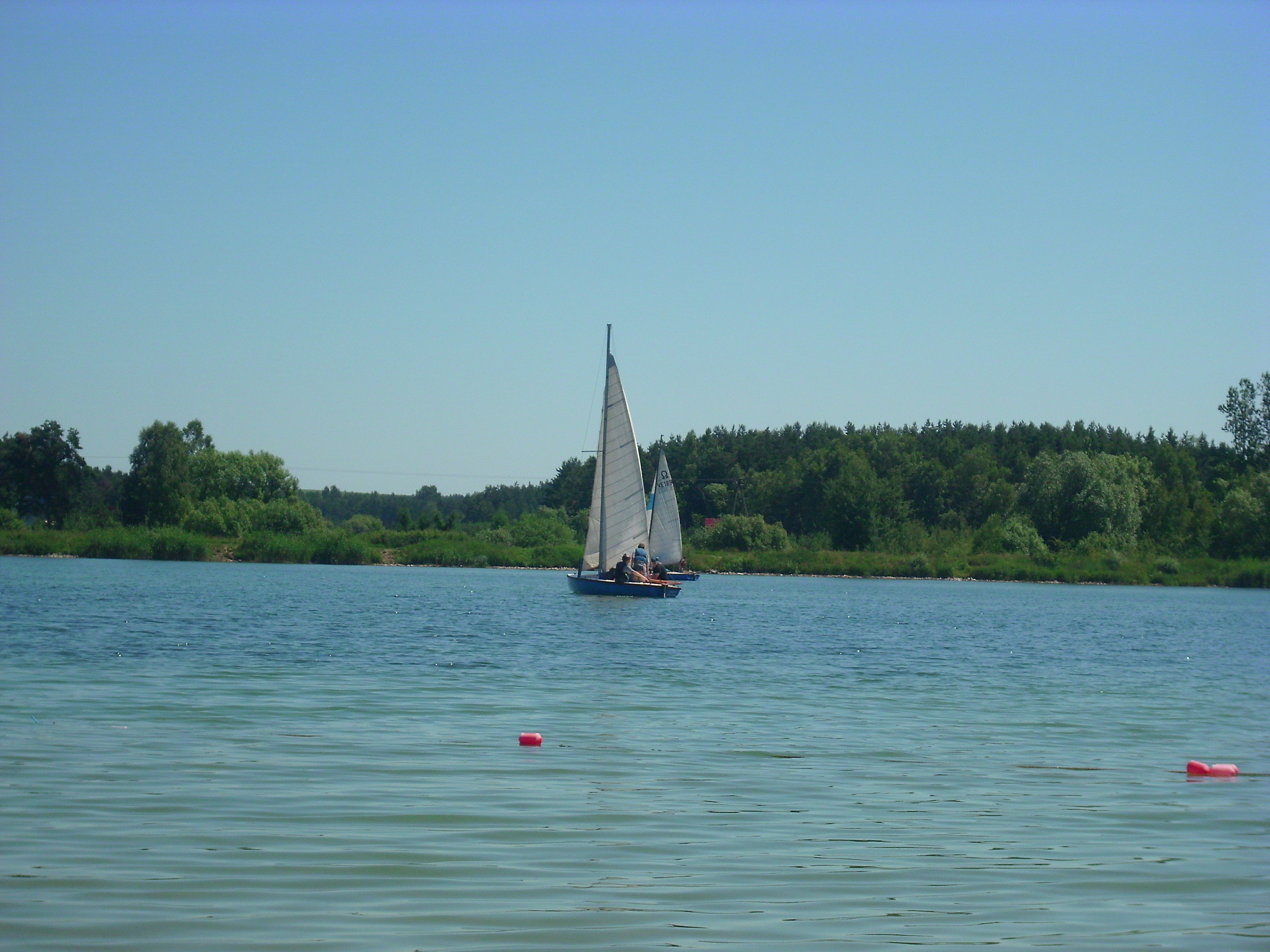
Zalew w Siamoszycach

### Zalew-Ośrodek "Ciechan Zdrój"
Na terenie miejscowości znajduje się sztuczny zalew Siamoszyce.
. W ośrodku "Ciechan-Zdrój" istnieje możliwość korzystania z zasobów leśnych i biwakowych. Po ostatnim remoncie zalewu zakończonym w 2017 roku nie ma możliwości korzystania ze strzeżonej plaży, wypożyczenia rowerków wodnych, łódek i żaglówek. Od 2017 r. zbiornik rekreacyjny został przekształcony w zbiornik retencyjny na górnym biegu (1 km od źródeł) rzeki Krztyni. 